# Dixon Alusine
Dixon Alusine (* 20. August 1998 in Freetown) ist ein sierra-leonisch-liberianischer Fußballspieler.

## Karriere
Dixon Alusine stand von August 2016 bis Juli 2018 beim togoischer Fußballverein Anges FC aus Notsé unter Vertrag. Im August 2018 wechselte er nach Nigeria, wo er sich dem Abia Warriors FC aus Umuahia anschloss. Mit dem Verein spielte er ein der ersten Liga, der Nigeria Professional Football League. Anfang 2020 ging er nach Asien. Hier unterschrieb er in Myanmar einen Vertrag beim Erstligaaufsteiger Chin United. Mit dem Verein aus dem Chin-Staat spielte er in der ersten Liga, der Myanmar National League. 2020 absolvierte er drei Erstligaspiele.